# Diana Gustílina
Diana Vladímirovna Gustílina, en Ruso:Диана Владимировна Густилина (nacida el 21 de abril de 1974 en Vladivostok, Rusia) es una exjugadora de baloncesto rusa. Consiguió tres medallas en competiciones internacionales con Rusia.